# Лука Димитров
Лука Димитров е български просветен деец от късното Българско възраждане в Македония.

## Биография
Лука Димитров е роден в 1866 година в македонския град Битоля, тогава в Османската империя. Завършва Видинската мъжка гимназия в учебната 1885/1886 година. Учи в Загребския, а в 1892/1893 година завършва естествени науки в Лайпцигския университет. Учителства в класно училище 6 години. От учебната 1895/1896 и в 1898/1899 година преподава в Солунската българска мъжка гимназия. На 1 септември 1899 година е назначен в Битолската българска класическа гимназия, където преподава естествена история. Преподава и в Битолското българско девическо четирикласно училище.